# Markos Geneti
Markos Geneti, né le 30 mai 1984 à Wellega, est un athlète éthiopien spécialiste des courses de fond.

## Carrière
Il remporte le titre du 3 000 mètres lors des Championnats du monde jeunesse 2001 et se classe, dès l'année suivante, deuxième des Championnats du monde juniors de Kingston derrière le Kényan Hillary Chenonge. Son premier podium en catégorie senior est obtenu en 2004 à l'occasion des Championnats du monde en salle de Budapest où l’Éthiopien remporte la médaille de bronze sur 3 000 mètres, devancé par le Kényan Bernard Lagat et le Portugais Rui Silva. 
Le 20 mars 2011, Markos Geneti remporte le Marathon de Los Angeles dans le temps de 2 h 06 min 35 s.

### Palmarès
| Date | Compétition                    | Lieu        | Résultat | Épreuve  |
| ---- | ------------------------------ | ----------- | -------- | -------- |
| 2001 | Championnats du monde jeunesse | Debrecen    | 1er      | 3 000 m  |
| 2002 | Championnats du monde juniors  | Kingston    | 2e       | 5 000 m  |
| 2003 | Jeux afro-asiatiques           | Hyderabad   | 2e       | 5 000 m  |
| 2004 | Championnats du monde en salle | Budapest    | 3e       | 3 000 m  |
| 2004 | Finale mondiale d'athlétisme   | Monaco      | 6e       | 3 000 m  |
| 2005 | Finale mondiale d'athlétisme   | Monaco      | 9e       | 3 000 m  |
| 2011 | Marathon de Los Angeles        | Los Angeles | 1er      | Marathon |
| 2014 | Marathon de Dubaï              | Dubaï       | 2e       | Marathon |

### Records
| Épreuve  | Performance     | Lieu        | Date             |
| -------- | --------------- | ----------- | ---------------- |
| 5 000 m  | 13 min 00 s 25  | Paris       | 1er juillet 2005 |
| Marathon | 2 h 06 min 35 s | Los Angeles | 20 mars 2011     |